# Goldscheitel-Gelbkehlchen
Das Goldscheitel-Gelbkehlchen (Geothlypis flavovelata) ist ein kleiner Singvogel aus der Gattung der  Gelbkehlchen (Geothlypis) in der Familie der Waldsänger (Parulidae). Es bewohnt den Nordosten und Zentralosten von Mexiko. Zusammen mit dem Weiden-Gelbkehlchen (Geothlypis trichas), dem Bahama-Gelbkehlchen (Geothlypis rostrata) und dem Sumpfgelbkehlchen (Geothlypis beldingi) bildet das Goldscheitel-Gelbkehlchen eine Superspezies. Die IUCN listet sie seit 2000 als „gefährdet“ (vulnerable).

## Merkmale

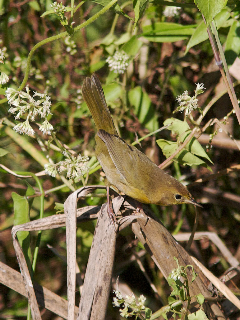
Weibchen

Goldscheitel-Gelbkehlchen erreichen eine Körperlänge von 13 Zentimetern und wiegen 10,2 bis 11,5 Gramm. Die Flügellänge beträgt beim Männchen 5,35 bis 5,55 Zentimeter, beim Weibchen 5,1 bis 5,45 Zentimeter. Adulte männliche Goldscheitel-Gelbkehlchen tragen eine auffallende schwarze Gesichtsmaske, die sich bis zu den Ohrendecken zieht und über der Stirnkrone miteinander verbunden ist. Dicht dahinter grenzt ein breites gelbes bis goldgelbes Stirnkronenband, das deutlich breiter ist als bei anderen Arten der Gattung Geothlypis, und sich bis zu den Nackenseiten und schräg unterhalb der Ohrendecken zieht. Das restliche Kopfgefieder ist gelb. Das Oberseitengefieder ist gelboliv; das Unterseitengefieder hellgelb mit gelblich-oliven verwaschenen Flanken und Brustseiten. Der Schnabel ist schwärzlich; die Beine fleischfarben.
Bei den Weibchen fehlt die schwarze Gesichtsmaske. Das olivgelbe Kronengefieder ist teilweise mit verwaschenen Brauntönen durchzogen. Die Ohrendecken und Zügel sind oliv bis olivgrau; der Superciliarstreifen, Augenring und die Stirnkrone hellgelb bis gelb. Der Nacken ist bräunlich-oliv; die Nackenseiten sind blasser und gelber. 

## Vorkommen, Ernährung und Fortpflanzung
Goldscheitel-Gelbkehlchen sind im Nordosten und Zentralosten von Mexiko endemisch. Sie bewohnen Süßwassersümpfe und Uferrandbereiche von Gewässern mit einer aus Röhricht, gewöhnlich Rohrkolben, bestehenden Vegetation. Über das Brutverhalten und die Ernährungsweise ist zum größten Teil nichts bekannt. Vermutlich bauen sie wie alle anderen Gelbkehlchen ein tiefes, napfförmiges Nest in den unteren Bereichen der von ihnen bewohnten Pflanzen und ernähren sich überwiegend von Insekten.

## Gefährdungsstatus und Bestandszahlen
Von der IUCN wird die Art seit 2000 wegen Lebensraumvernichtung und stark fragmentierten Standorten als „gefährdet“ (vulnerable) geführt. Aufzeichnungen gibt es über die Bundesstaaten San Luis Potosí, Veracruz und Tamaulipas. Über andere Standorte liegen keine Untersuchungen vor. Die größten Populationen befinden sich in Laguna Champayán (Tamaulipas), im Nordosten von El Naranjo (San Luis Potosí) und im Inland von Tecolutla (Veracruz). Nach der Vogelschutzorganisation BirdLife International wird die Populationsgröße auf 2500 bis 10.000 Individuen geschätzt.